# Panther (Unternehmen)
Die Panther GmbH ist ein Filmtechnikunternehmen mit Hauptsitz in Aying, das professionelle Kamerakräne und Dollies entwickelt und produziert. Für den weltweit ersten je gebauten elektro-mechanischen Kamerawagen, den „Super Panther“, erhielt der Gründer Erich Fitz im Jahr 1990 den Oscar im Bereich Wissenschaft und Entwicklung.

## Geschichte

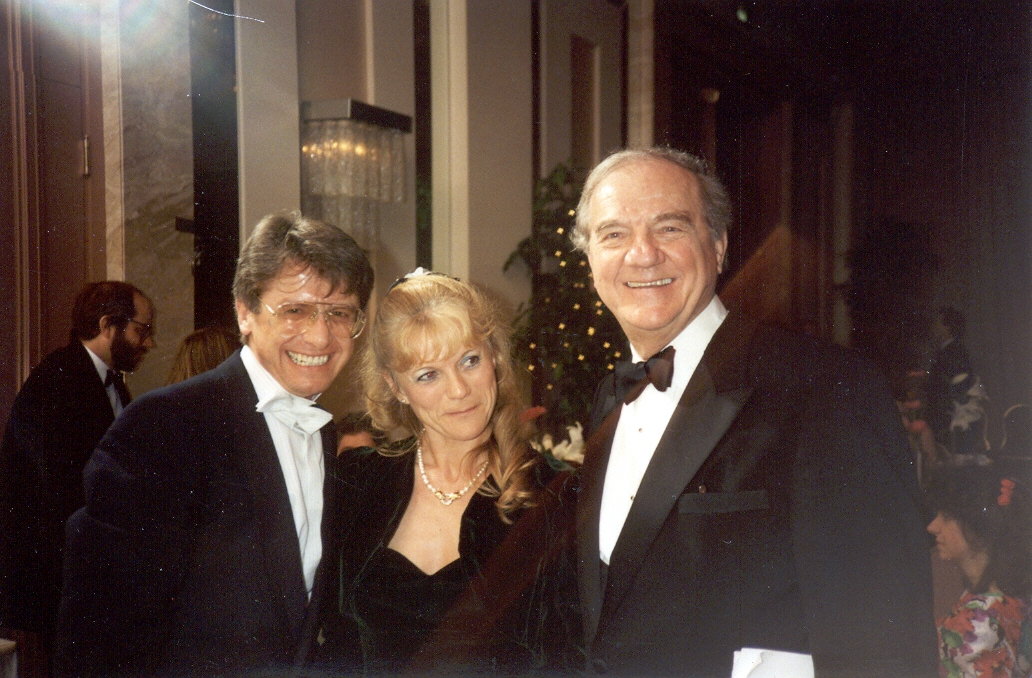
Gründer Erich Fitz (links), Waltraud Fitz (Mitte) und Karl Malden (rechts) bei der Verleihung des technischen Oscars, dem „Scientific and Engineering Award“ (1990)

Die Gesellschaft wurde 1986 von Erich Fitz gegründet und spezialisierte sich auf die Herstellung, den Verkauf und den Verleih von Filmequipment. 1990 zog die Panther GmbH zusammen mit dem 1988 gegründeten Tochterunternehmen HTG GmbH nach Oberhaching bei München.
1991 wurden zwei weitere Verleihstandorte in Prag und Hamburg eröffnet. 1999 entschloss sich Fitz aufgrund der starken Expansion, ein eigenes Gebäude zu bauen, um dort alle Bereiche von Panther sowie HTG unterzubringen. Das neue Gebäude wurde im Januar 2001 bezogen.
Auf der Cinec in München beging das Unternehmen im Jahr 2008 das 25-jährige Jubiläum von Panther-Dollys und präsentierte den 1000. elektro-mechanischen Dolly, der für diesen Anlass in goldener Ausführung gebaut wurde.
Im Jahr 2010 entwickelte Panther den Tristar und eröffnete einen weiteren Filmgeräteverleih, den „Panther Rental Berlin“. Ein Jahr später fällte die Unternehmerfamilie Fitz eine strategische Entscheidung und beendete das Verleihgeschäft, da man nicht länger mit seinen Kunden im Wettbewerb stehen wollte. „Panther Rental Prag“ wurde an ARRI verkauft. 2012 wurden die Panther Rental-Standorte in München, Hamburg und Berlin an ein Tochterunternehmen der Bavaria Studios & Production Services verkauft, um die strategische Entscheidung von 2011 konsequent umzusetzen.
Andreas Fitz, Sohn des Gründers, kaufte 2012 von seiner Familie die restlichen Firmenanteile und wurde somit zum alleinigen Gesellschafter. Das Unternehmen konzentriert sich seitdem auf die Entwicklung und den Vertrieb von Dollys und Kränen.

## Produkte

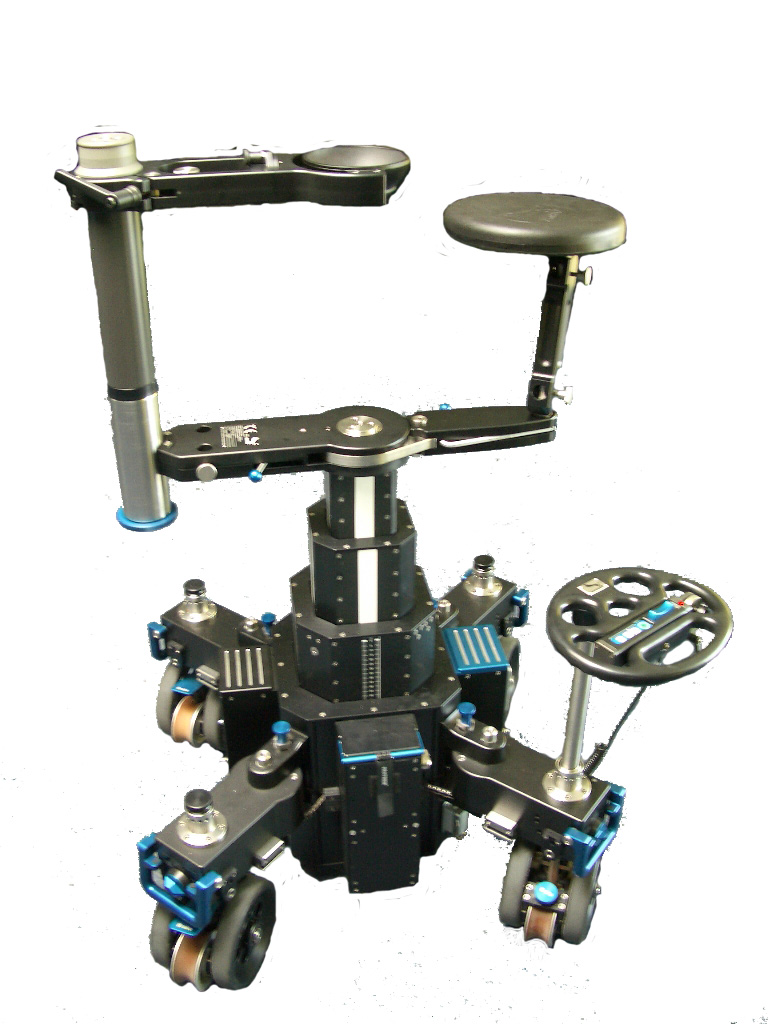
Tristar Dolly mit patentiertem „High-Low-Drehkreuz“

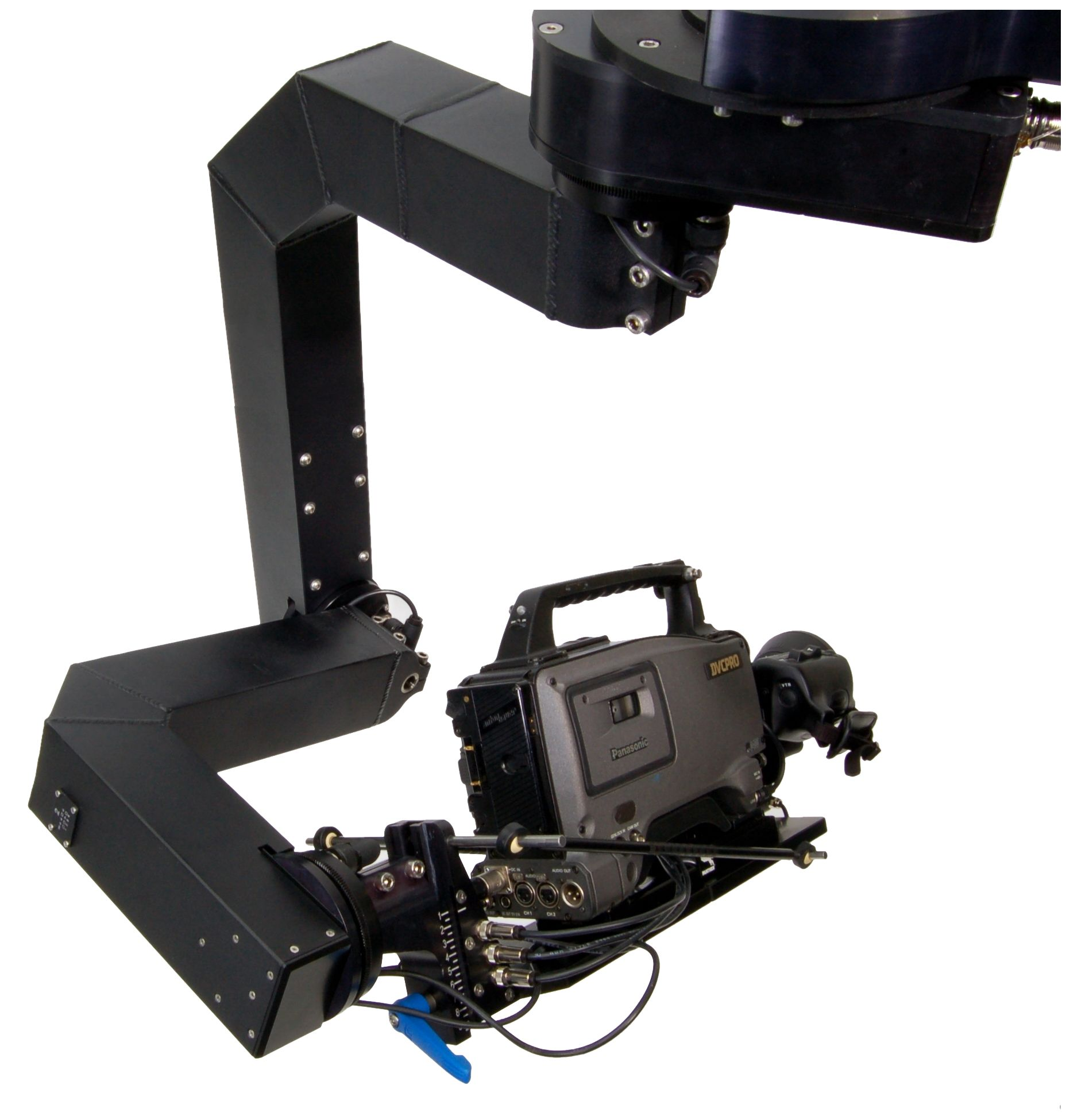
Trixy Remote Head – 3-Achsensystem

Das Unternehmen produziert Filmkräne, Dollies, fernsteuerbare Schwenk- und Neigeeinrichtungen für Kameras, Stative und Gerüst-Systeme für Kameras.
Im Laufe der Jahre hat das Unternehmen Schutzrechte für verschiedene Produkte und Eigenentwicklungen erhalten:
- Lineare Säulenführung
- Kombi-Rad
- Kamerakran
- „Crab & Steer“ Lenkgetriebe
- Zusammenklappbarer Dolly
- Fluid Head
- Filmobjektiv
- Transportsystem für Kamerakran
- Pedestal
- High-Low-Drehkreuz
- Dolly Plattform-System

## Panther Preis
Seit 1999 vergibt das Unternehmen im Rahmen des „Internationalen Festival der Filmhochschulen“ in München den „Panther Preis“ zur Nachwuchsförderung. Aus einer Reihe von nominierten Kurzfilmen sucht die Jury von Panther den besten Film aus. Bei der Preisverleihung erhält der Regisseur des ausgewählten Films eine Urkunde sowie einen Gutschein für eine Leihgabe von originalen Panther-Geräten für die nächste Produktion.

## Auszeichnungen
- 1990 Oscar: „Scientific and Engineering Award“ (A.M.P.A.S.) für den weltweit ersten elektro-mechanischen Kameradolly „Super Panther“[1]
- 1998 Cinec Award für den „Evolution Dolly“[6]
- 1998 Golden Frog „for substantial technical contribution“ („für bedeutenden technischen Beitrag“)[7]
- 2002 Cinec Award für den „Galaxy Kran“[8]
- 2006 Cinec Award  für den „Foxy Advanced Kran“[9]
- 2014 Cinec Award für die „Precision Levelling Track“[10]
- 2018 Cinec Award für den „S-Type Dolly“[11]